# Türkmenisztán címere
Türkmenisztán címere egy vörös színű, korong, közepén egy világoskék koronggal, amelyen egy lovat ábrázoltak. A belső korong körül öt hyol (szőttes részei) látható. A vörös korongot, búza- és gyapotkoszorú, egy félhold és öt csillag, valamint egy zöld színű nyolcszög veszi körbe. A címer jelenlegi változatát 2003-ban fogadták el. 